# Saint-Thibault (Oise)
Pour les articles homonymes, voir Saint-Thibault.
Saint-Thibault est une commune française située dans le département de l'Oise en région Hauts-de-France.

## Géographie

### Communes limitrophes
| Romescamps |                | Hescamps Somme |
| Abancourt  | Saint-Thibault |                |
| Blargies   | Moliens        | Sarcus         |

### Hydrographie
La commune est traversée par la ligne de partage des eaux entre les bassins hydrographiques Artois-Picardie et Seine-Normandie. Elle n'est drainée par aucun cours d'eau.

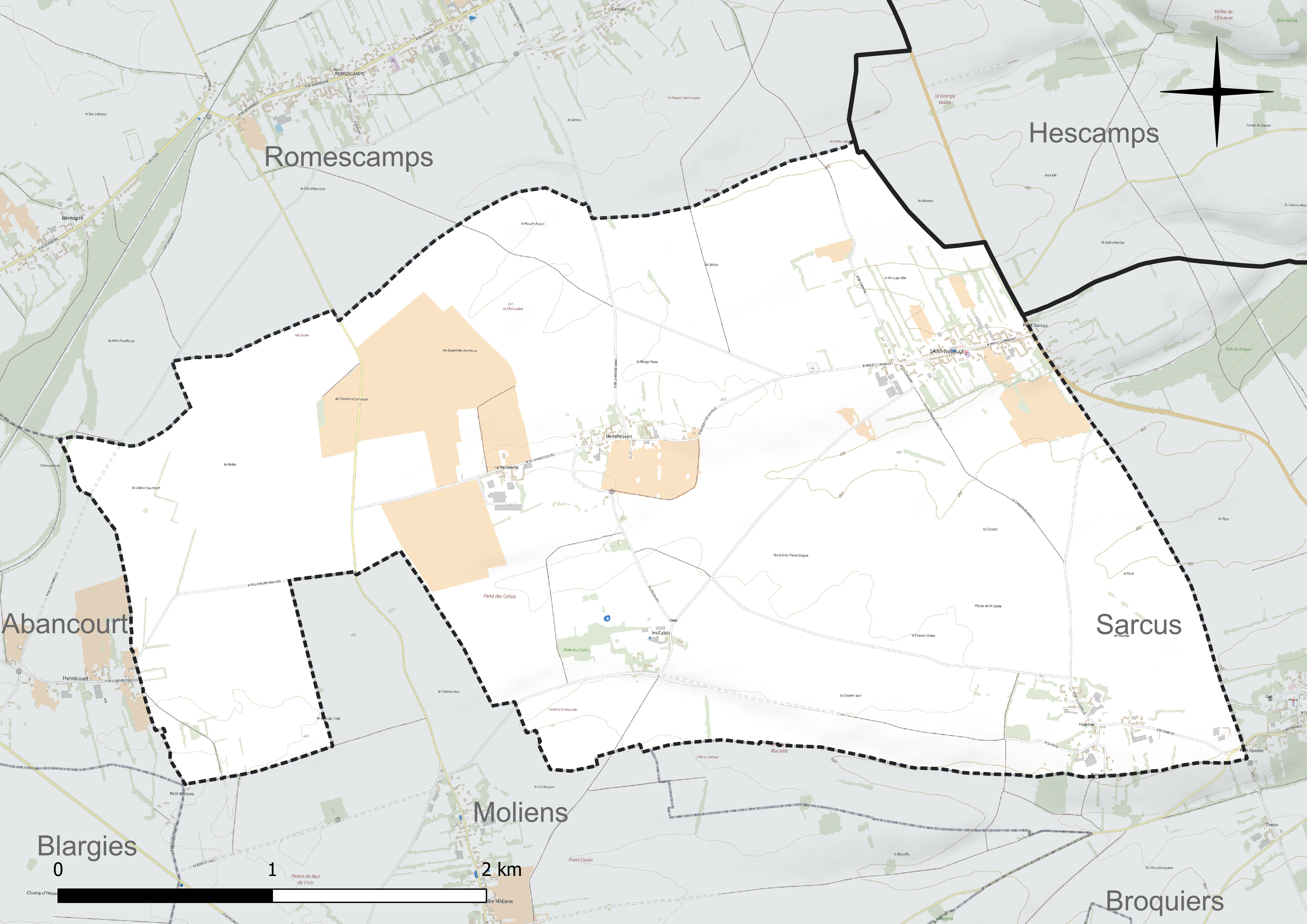
Réseau hydrographique de Saint-Thibault.

### Climat
Pour des articles plus généraux, voir Climat des Hauts-de-France et Climat de l'Oise.
En 2010, le climat de la commune est de type climat océanique dégradé des plaines du Centre et du Nord, selon une étude du CNRS s'appuyant sur une série de données couvrant la période 1971-2000. En 2020, Météo-France publie une typologie des climats de la France métropolitaine dans laquelle la commune est exposée à un climat océanique et est dans la région climatique  Côtes de la Manche orientale, caractérisée par un faible ensoleillement (1 550 h/an) ; forte humidité de l'air (plus de 20 h/jour avec humidité relative > 80 % en hiver), vents forts fréquents. 
Pour la période 1971-2000, la température annuelle moyenne est de 9,7 °C, avec une amplitude thermique annuelle de 14,7 °C. Le cumul annuel moyen de précipitations est de 840 mm, avec 12,9 jours de précipitations en janvier et 8,8 jours en juillet. Pour la période 1991-2020, la température moyenne annuelle observée sur la station météorologique la plus proche, située sur la commune de Saint-Arnoult à 8 km à vol d'oiseau, est de 10,4 °C et le cumul annuel moyen de précipitations est de 797,2 mm,. Pour l'avenir, les paramètres climatiques de la commune estimés pour 2050 selon différents scénarios d'émission de gaz à effet de serre sont consultables sur un site dédié publié par Météo-France en novembre 2022.

## Urbanisme

### Typologie
Au 1er janvier 2024, Saint-Thibault est catégorisée commune rurale à habitat dispersé, selon la nouvelle grille communale de densité à sept niveaux définie par l'Insee en 2022.
Elle est située hors unité urbaine et hors attraction des villes,.

### Occupation des sols
L'occupation des sols de la commune, telle qu'elle ressort de la base de données européenne d'occupation biophysique des sols Corine Land Cover (CLC), est marquée par l'importance des territoires agricoles (98,1 % en 2018), une proportion identique à celle de 1990 (98,1 %). La répartition détaillée en 2018 est la suivante : 
terres arables (80,9 %), prairies (15,3 %), zones urbanisées (1,9 %), zones agricoles hétérogènes (1,9 %). L'évolution de l'occupation des sols de la commune et de ses infrastructures peut être observée sur les différentes représentations cartographiques du territoire : la carte de Cassini (XVIIIe siècle), la carte d'état-major (1820-1866) et les cartes ou photos aériennes de l'IGN pour la période actuelle (1950 à aujourd'hui).

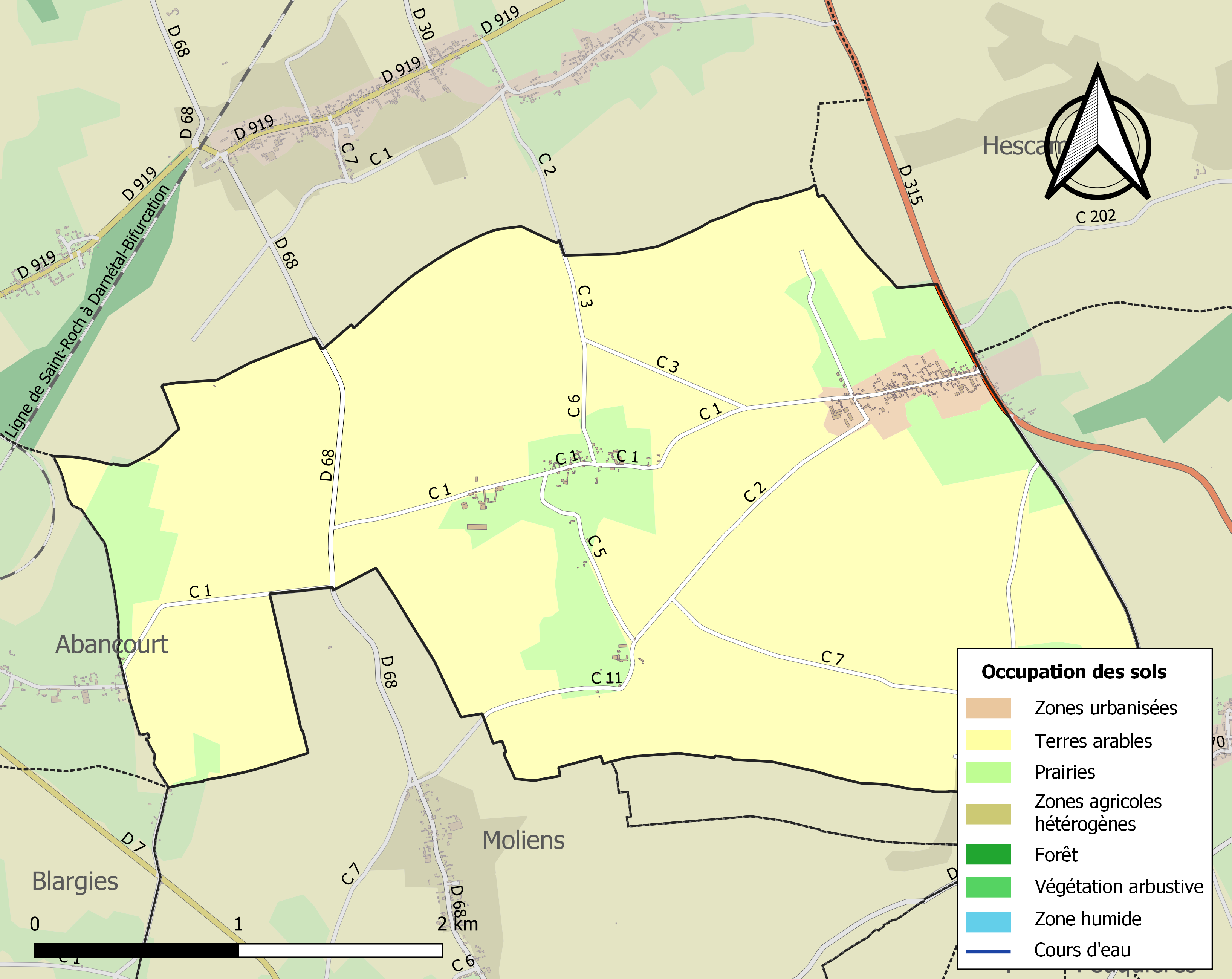
Carte des infrastructures et de l'occupation des sols de la commune en 2018 (CLC).

### Voies de communication et transports
La commune est desservie, en 2023, par les lignes 6103, 6113 et 6152 du réseau interurbain de l'Oise.

## Toponymie
Le nom de la localité est attesté sous les formes ecclesia sancti Theobaldi de calceia (1298) ; Saint Thibault en la cauchie (1345) ; Saint Thibaut en cauchie (1345) ; Saint Thibault en la chaussée (1454) ; St Thiebaut (1667) ; Thibault en Chaussée (1794) ; l'Union (1794), durant la Révolution française ; Saint Thibault en Chaussée (XIXe) ; Saint Thibaut en Chaussée (XIXe) ; Saint Thibault (1840).

Saint-Thibault est un hagiotoponyme qui fait référence à un Thibaut.

## Politique et administration

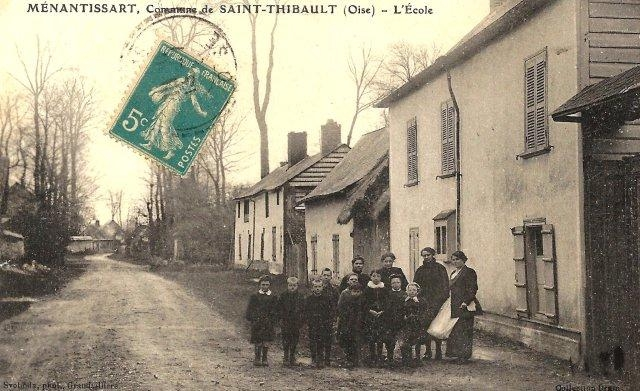
Carte postale du hameau de Ménantissart vers 1910.

### Rattachements administratifs et électoraux
La commune se trouve dans l'arrondissement de Beauvais du département de l'Oise. Pour l'élection des députés, elle fait partie depuis 1988 de la deuxième circonscription de l'Oise.
Elle faisait partie depuis 1802  du canton de Grandvilliers. Dans le cadre du redécoupage cantonal de 2014 en France, la commune reste intégrée à ce canton, dont la composition a été étendue.

### Intercommunalité
La commune est membre depuis 1997 de la communauté de communes de la Picardie verte, qui succède à plusieurs SIVOM.

### Liste des maires
| Période                                  | Période                   | Identité            | Étiquette | Qualité                      |
| ---------------------------------------- | ------------------------- | ------------------- | --------- | ---------------------------- |
| Les données manquantes sont à compléter. |                           |                     |           |                              |
| mars 2001                                | mars 2020                 | Nadine Van Ooteghem |           |                              |
| mai 2020                                 | En cours (au 31 mai 2020) | Nicolas Goubin      |           | Cadre dans l'agroalimentaire |

## Population et société

### Démographie

#### Évolution démographique
L'évolution du nombre d'habitants est connue à travers les recensements de la population effectués dans la commune depuis 1793. Pour les communes de moins de 10 000 habitants, une enquête de recensement portant sur toute la population est réalisée tous les cinq ans, les populations de référence des années intermédiaires étant quant à elles estimées par interpolation ou extrapolation. Pour la commune, le premier recensement exhaustif entrant dans le cadre du nouveau dispositif a été réalisé en 2008.

En 2022, la commune comptait 285 habitants, en évolution de −6,25 % par rapport à 2016 (Oise : +0,87 %, France hors Mayotte : +2,11 %).
| 1793 | 1800 | 1806 | 1821 | 1831 | 1836 | 1841 | 1846 | 1851 |
| ---- | ---- | ---- | ---- | ---- | ---- | ---- | ---- | ---- |
| 739  | 760  | 787  | 723  | 764  | 704  | 718  | 744  | 715  |

| 1856 | 1861 | 1866 | 1872 | 1876 | 1881 | 1886 | 1891 | 1896 |
| ---- | ---- | ---- | ---- | ---- | ---- | ---- | ---- | ---- |
| 652  | 612  | 591  | 530  | 504  | 445  | 432  | 427  | 399  |

| 1901 | 1906 | 1911 | 1921 | 1926 | 1931 | 1936 | 1946 | 1954 |
| ---- | ---- | ---- | ---- | ---- | ---- | ---- | ---- | ---- |
| 369  | 344  | 315  | 302  | 260  | 250  | 236  | 265  | 261  |

| 1962 | 1968 | 1975 | 1982 | 1990 | 1999 | 2006 | 2008 | 2013 |
| ---- | ---- | ---- | ---- | ---- | ---- | ---- | ---- | ---- |
| 265  | 244  | 215  | 212  | 176  | 198  | 245  | 259  | 307  |

| 2018 | 2022 | - | - | - | - | - | - | - |
| ---- | ---- | - | - | - | - | - | - | - |
| 292  | 285  | - | - | - | - | - | - | - |

#### Pyramide des âges
La population de la commune est relativement jeune.
En 2018, le taux de personnes d'un âge inférieur à 30 ans s'élève à 38,3 %, soit au-dessus de la moyenne départementale (37,3 %). À l'inverse, le taux de personnes d'âge supérieur à 60 ans est de 24,3 % la même année, alors qu'il est de 22,8 % au niveau départemental.
En 2018, la commune comptait 150 hommes pour 142 femmes, soit un taux de 51,37 % d'hommes, largement supérieur au taux départemental (48,89 %).
Les pyramides des âges de la commune et du département s'établissent comme suit.
| Hommes | Classe d’âge | Femmes |
| ------ | ------------ | ------ |
| 0,0    | 90 ou +      | 0,7    |
| 6,7    | 75-89 ans    | 9,2    |
| 14,0   | 60-74 ans    | 18,3   |
| 20,0   | 45-59 ans    | 16,2   |
| 20,0   | 30-44 ans    | 18,3   |
| 15,3   | 15-29 ans    | 10,6   |
| 24,0   | 0-14 ans     | 26,8   |

| Hommes | Classe d’âge | Femmes |
| ------ | ------------ | ------ |
| 0,5    | 90 ou +      | 1,4    |
| 5,5    | 75-89 ans    | 7,6    |
| 15,6   | 60-74 ans    | 16,3   |
| 20,8   | 45-59 ans    | 20     |
| 19,4   | 30-44 ans    | 19,4   |
| 17,6   | 15-29 ans    | 16,2   |
| 20,6   | 0-14 ans     | 19,1   |

## Culture locale et patrimoine

### Personnalités liées à la commune
Antoine Delamarre, né à Saint-Thibault le 3 février 1756, mort à Grandvilliers (Oise) le 10 février 1824, est un homme politique français, député de l'Oise à la Convention.